# Adobe Muse
Adobe Muse ist ein Website-Baukasten des US-amerikanischen Softwareunternehmens Adobe Inc., der auf der Laufzeitumgebung Adobe AIR basiert.
Adobe Muse wurde im August 2011 vorgestellt und soll anhand einer grafischen Vorlage automatisch eine standardkonforme Website in HTML, CSS und JavaScript erstellen können. Das Programm war bis zum Erscheinen der Adobe Creative Suite 6 am 7. Mai 2012 im Beta-Stadium kostenlos erhältlich und wurde später ausschließlich im Rahmen des Creative Cloud Abonnement-Dienstes von Adobe vertrieben.
Am 26. März 2018 gab Adobe bekannt, dass die Weiterentwicklung von Adobe Muse eingestellt wird, und veröffentlichte im selben Zug auch das letzte Release von Adobe Muse CC. Ein technischer Support wurde noch bis zum 26. März 2020 angeboten. 